# Corcel

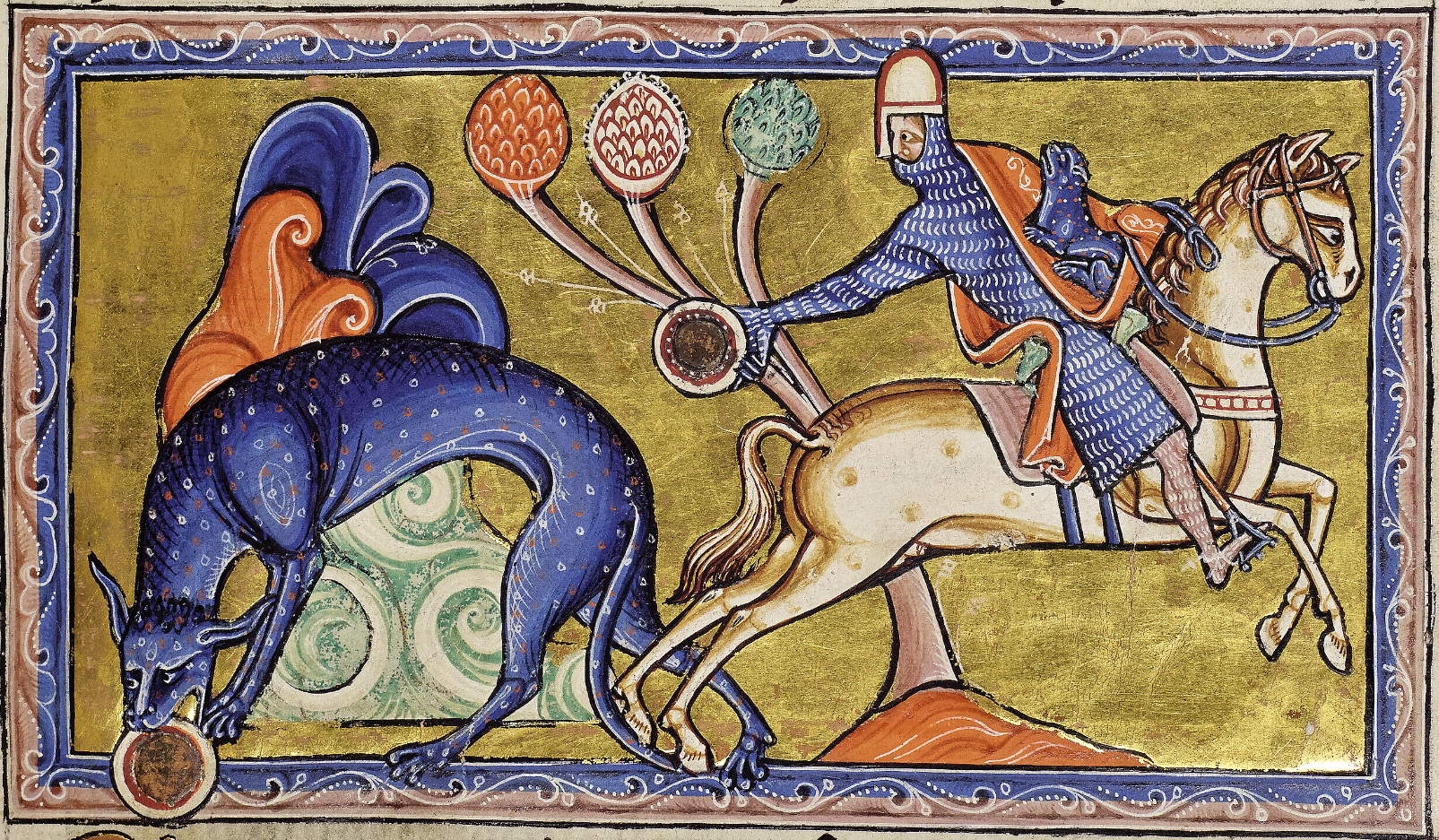
Este exemplo de uma tapeçaria datada do século XII mostra um cavaleiro montado num corcel.

O termo corcel denota um cavalo prezado pela velocidade e força, usado frequentemente em batalha durante a Idade Média. Foi durante séculos a montaria de cavaleiros e homens-d'armas montados, isto é, cavalaria.

## Etimologia
Acredita-se que o nome "corcel" possa advir da habilidade destes para a corrida (originando o termo do francês antigo cours, "correr"). No entanto, é também possível que a palavra derive do italiano corsiero ("cavalo de guerra").

## Corcéis na guerra
O corcel era mais comum e menos prezado que o chamado "destrier" (do francês antigo; destro, hábil), nome utilizado primariamente em França e Inglaterra para designar um cavalo de guerra puro-sangue. Era comum o seu uso em batalha, como montada de guerra, pelas suas habilidades físicas.  No entanto, era mais prezado que o rocim, um potro ou cavalo novo, ou de raça mestiça, que pela idade ou impureza de raça não era à época sequer apelidado de cavalo.

## Outros usos
O corcel era também ocasionalmente utilizado na caça.